# الإحصاء الروسي (2010)

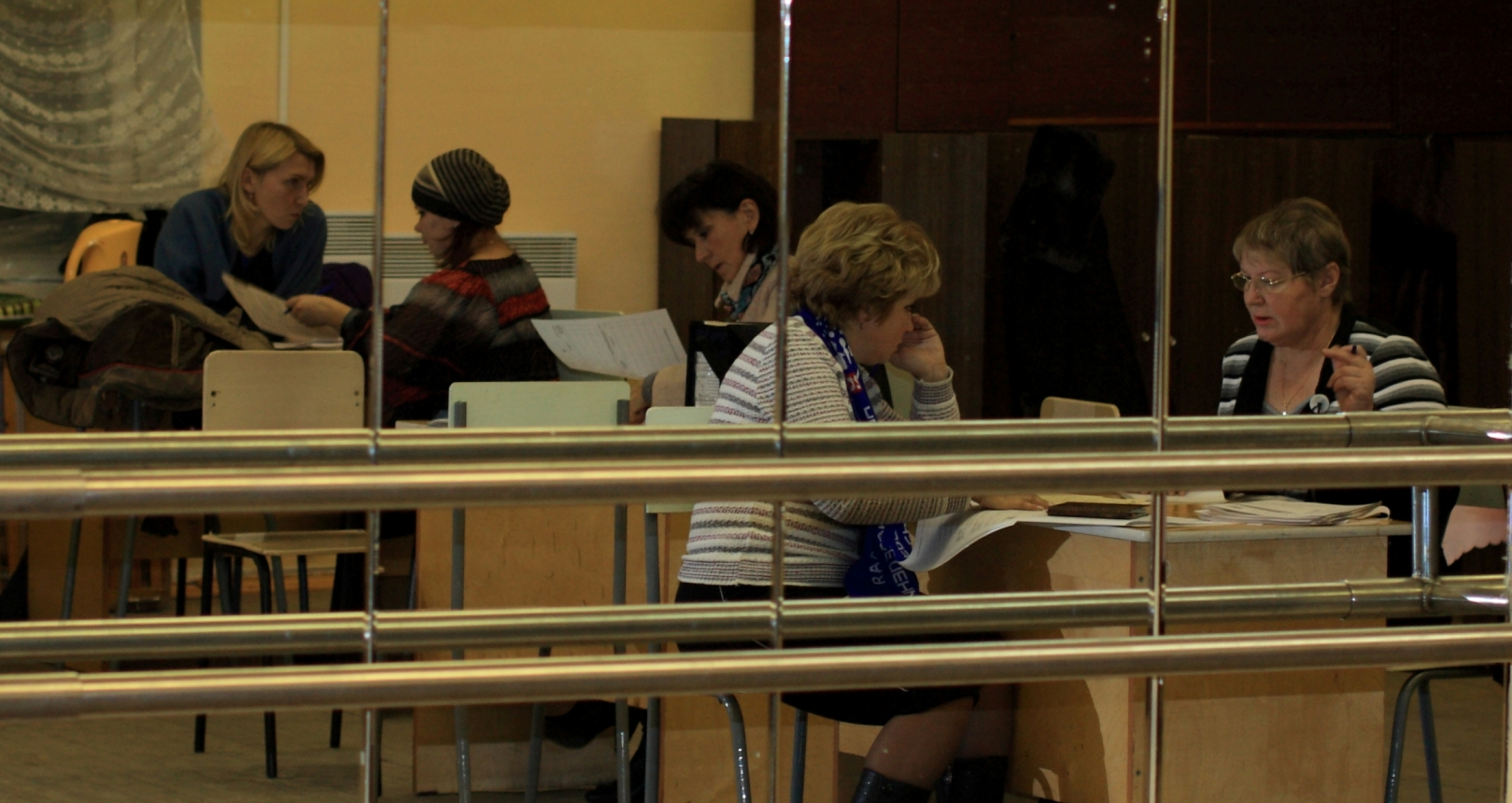
داخل محطة إحصاء

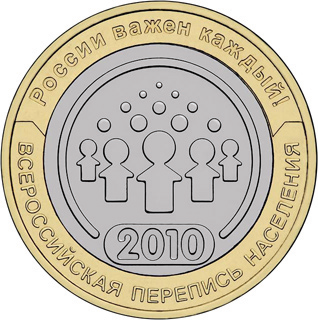
قطعة نقدية من 10 روبل تروج للإحصاء

إحصاء السكان الروسي لعام 2010 (بالروسية: Всероссийская перепись населения 2010 года) هو أول تعداد للسكان في روسيا منذ عام 2002، وثاني تعداد منذ انهيار الاتحاد السوفيتي. بدأت الاستعدادات للتعداد في عام 2007، وكان مقرراً أن يحصل بين 14 أكتوبر إلى 25 أكتوبر عام 2010.
كان مقرراً بالأصل إجراء التعداد في أكتوبر 2010، ولكن تم تأجيله إلى عام 2013 لأسباب مالية، لكن ما من دوافع سياسية كانت مؤثرة في اتخاذ القرار.
ظهر في نتائج آخر إحصاء أن عدد سكان روسيا هو 142,905,200 شخص.